# 官田溪
官田溪，是臺灣南部的一條河流，位於臺南市中部略偏東北，是曾文溪的主要支流之一，流域範圍在官田區、六甲區、大內區、東山區交界地帶。該溪發源於烏山嶺一帶，中上游設有烏山頭水庫，出水庫後向西南蜿蜒流至拔渡里附近滙入曾文溪。幹流全長約27.3公里，流域面積約66.7平方公里。該溪在嶺頂以上的河道為六甲區與東山區的界河。

## 水系主要河川
以下由河口至源頭列出水系主要河川，幹流河道以粗體字表示：
- 官田溪：臺南市官田區、六甲區、大內區、東山區
  - 東膏蚋坑溪：六甲區
    - 六甲坑溪：六甲區

  - 冷水坑溪：官田區
  - 吊狗坑溪：官田區、六甲區
  - 雙溪仔坑溪：官田區、大內區
  - 竹湖坑溪：六甲區
    - 東勢湖坑：六甲區

  - 馬斗欄坑溪：官田區、六甲區、大內區
    - 番仔厝坑溪：大內區

  - 北勢坑溪：六甲區
  - 南勢坑溪：六甲區

## 主要橋梁
以下由河口至源頭列出主要橋梁：
- 台鐵曾文溪橋
- 觀月橋（區道南181線）
- 觀月橋（市道171號）
- 官田橋（省道台1線）
- 無名橋（區道南120線）
- 無名橋（區道南119線）
- 無名橋（國道3號高架路段）
- 烏山頭橋（市道171號）
- 烏山頭水庫大壩（八田路三段香榭巷、八田路三段水廠巷）
- 匏子寮橋
- 西口水力發電廠大壩